# Ophiocamax gigas
Ophiocamax gigas is een slangster uit de familie Ophiacanthidae.
De wetenschappelijke naam van de soort werd in 1900 gepubliceerd door René Koehler.